# Пестряк пчелиный

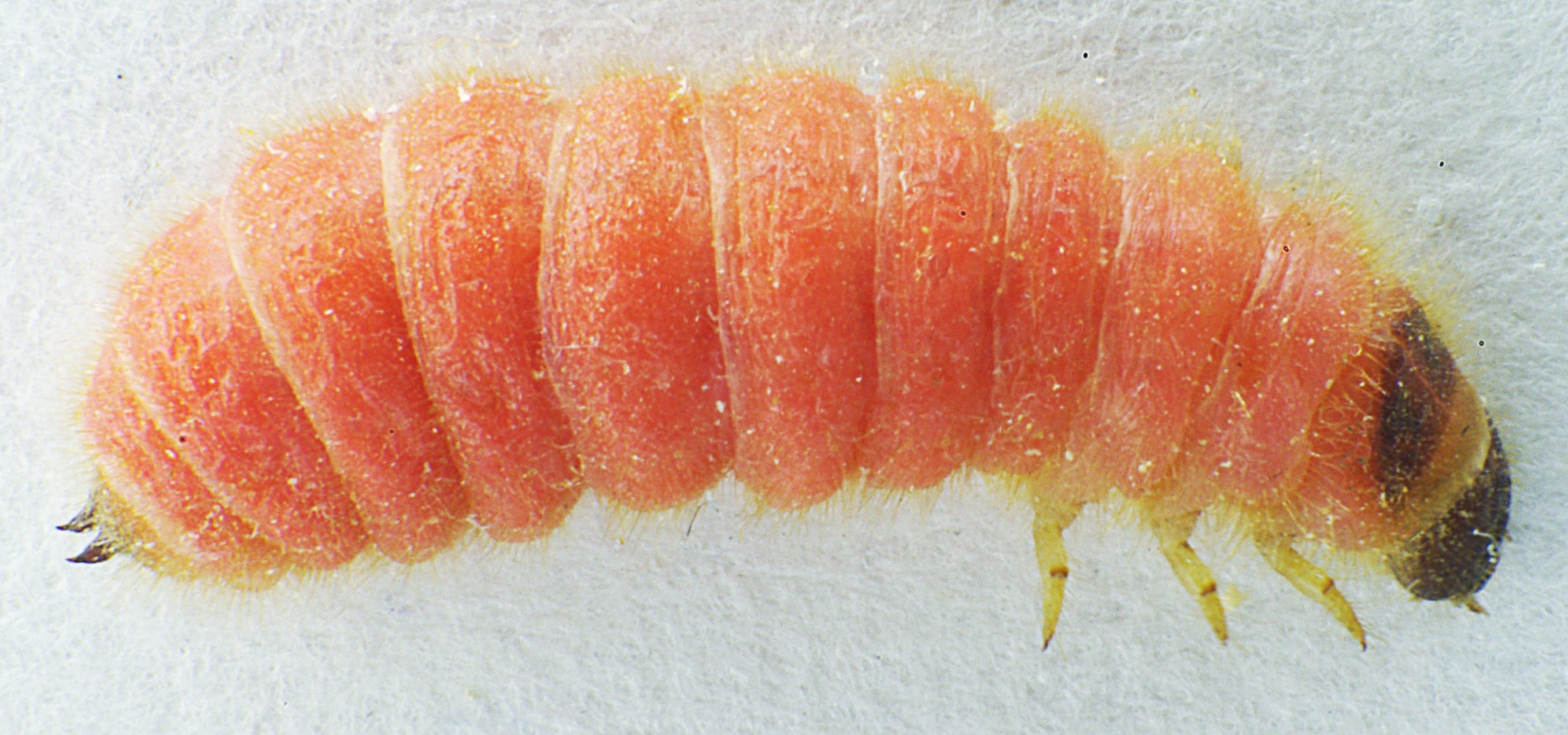
Личинка

Пестряк пчелиный, или пчеложук обыкновенный (лат. Trichodes apiarius) — жук семейства пестряков, личинки которого паразитируют в ульях домашних пчёл.

## Внешний вид
Яркие красивые жуки: надкрылья красные с тёмными перевязями, тело синевато-чёрное, покрыто короткими густыми волосками. Переднеспинка в неглубокой пунктировке. Длина тела 9—16 мм. Самка обычно крупнее самца.

## Образ жизни
Взрослых насекомых можно встретить на цветах зонтичных и сложноцветных растений. Там жуки откладывают яйца, а вышедшие из яиц личинки прицепляются к пчёлам и таким образом попадают в ульи. В ульях личинки жуков питаются личинками и куколками пчёл, а также ослабевшими и недавно погибшими пчёлами. Взрослые жуки питаются насекомыми.